# Horní Těrlicko
Horní Těrlicko (polska: Cierlicko Górne, tyska: Ober Tierlitzko) är en by och en kommundel i Tjeckien. Den ligger i den östra delen av landet, 290 km öster om huvudstaden Prag. Horní Těrlicko ligger 312 meter över havet och antalet invånare är 2 890 (2001).
Terrängen runt Horní Těrlicko är platt, och sluttar norrut. Runt Horní Těrlicko är det tätbefolkat, med 709 invånare per kvadratkilometer. Närmaste större samhälle är Ostrava, 17,1 km nordväst om Horní Těrlicko. Omgivningarna runt Horní Těrlicko är en mosaik av jordbruksmark och naturlig växtlighet.